# Gran Premio di Gran Bretagna
Il Gran Premio di Gran Bretagna è una gara automobilistica di Formula 1 che si svolge a partire dal 1948 dopo due edizioni nel 1926 e 1927 nell'epoca dei Grand Prix svoltesi sul circuito di Brooklands. Insieme al Gran Premio d'Italia questa è la corsa sempre presente nel campionato mondiale di Formula 1. Le prime due edizioni furono parte del Campionato Mondiale Costruttori mentre il Campionato europeo di automobilismo non ha mai avuto in calendario una tappa britannica.

## Storia
I primi Gran Premi furono organizzati in Gran Bretagna da Henry Segrave all'autodromo di Brooklands dopo le sue vittorie nel Gran Premio di Francia del 1923 e l'anno seguente nel Gran Premio di Spagna che accrebbero l'interesse nello sport. La prima edizione del Gran Premio di Gran Bretagna fu vinta dal team francese di Louis Wagner e Robert Sénéchal alla guida di una Delage 155B.
Alla fine degli anni trenta, in assenza di un Gran Premio nazionale, la corsa più importante del Regno Unito fu il Gran Premio di Donington che si svolse nel 1937 e nel 1938 sulla pista omonima.
È stata sempre presente nel calendario del Campionato Mondiale dal 1950, edizione che è stata la prima gara ufficialmente valida per il neonato Campionato e che si svolse sul circuito di Silverstone. Prese anche il nome di Gran premio di Europa, alla sua XI edizione, e per la prima volta organizzata dal Royal Automobile Club (RAC, Reale Automobile Club del Regno Unito). Nonostante Silverstone sia la sede storica e anche quella attuale (dopo molte modifiche al tracciato), il Gran Premio di Gran Bretagna si è svolto negli anni anche sul circuito di Aintree e sul circuito di Brands Hatch.
Prima delle pesanti modifiche apportate nel 1991, Silverstone era una delle piste più veloci presenti nel calendario di Formula 1. I piloti amavano la sfida rappresentata dalle curve veloci Copse, Stowe e Club. Il campione del mondo 1982 Keke Rosberg mantenne per 16 anni il giro di qualifica più veloce nella storia della Formula 1 ottenuto nel corso dell'edizione 1985 con la media di 258,983 km/h.
Negli ultimi anni Silverstone è stata luogo di belle vittorie da parte di corridori britannici. In particolare John Watson (1981), Nigel Mansell (1987, 1991 e 1992), Damon Hill (1994), David Coulthard (1999 e 2000) e Lewis Hamilton (2008, 2014, 2015, 2016, 2017, 2019, 2020, 2021 e 2024).
Una disputa tra i proprietari del circuito di Silverstone, il British Racing Drivers' Club (BRDC) e le autorità della Formula 1 nel 2003 sui fondi necessari per i lavori alle strutture del circuito portò a dubbi relativi al futuro della gara.
Nell'ottobre 2004 il Gran Premio di Gran Bretagna fu lasciato fuori dal calendario preliminare per il 2005 a causa del rifiuto della BRDC di pagare la cifra richiesta da Ecclestone. Comunque, dopo mesi di negoziati tra la BRDC, Ecclestone e i costruttori di Formula 1, un accordo fu raggiunto per mantenere il Gran Premio di Gran Bretagna a Silverstone fino all'anno 2009. Dal 2010, il circus avrebbe dovuto tornare, per 10 anni, a Donington Park, anche se le difficoltà finanziarie del circuito fecero temere per il mantenimento della gara nel calendario, il suo spostamento al 2011, oppure un ritorno a Silverstone.
Nel calendario per il 2010, presentato il 21 settembre 2009, venne confermato il suo spostamento a Donington Park. A seguito della rinuncia degli organizzatori di Donington viene firmato un accordo tra Ecclestone e il circuito di Silverstone per far ospitare per 17 anni il gran premio del circuito sito vicino Northampton.
Nonostante le controversie ed i problemi politici che hanno circondato il futuro della corsa negli ultimi anni, il Gran Premio di Gran Bretagna rimane uno degli eventi principali nel mondo delle corse automobilistiche.

### Sponsorizzazioni
- 1950-1970: nessuno sponsor ufficiale;
- 1971: Woolmark;
- 1972-1978: John Player;
- 1979-1983: Marlboro;
- 1984: John Player;
- 1985: Marlboro;
- 1986-1988: Shell Oils;
- 1989: Shell;
- 1990: Foster's;
- 1991-1996: nessuno sponsor ufficiale;
- 1997-1999: RAC;
- 2000-2006: Foster's;
- 2007-2014: Santander;
- 2015-2016: nessuno sponsor ufficiale;
- 2017-2019: Rolex;
- 2020-2021: Pirelli;
- 2022: Lenovo;
- 2023: Aramco;
- 2024-2025: Qatar Airways.

## Record
- Il trofeo assegnato ogni anno, il Royal Automobile Club Trophy, è il più antico tra tutti quelli del campionato e fu realizzato nel 1871. Ai vincitori spetta una replica.[6]
- La vittoria della Ferrari nell'edizione del 1951 è stata la prima vittoria nel campionato del mondo di Formula 1 per la squadra di Maranello.
- L'edizione del 1975 è da ricordare per il violento nubifragio che pose fine di fatto alla gara quando 3 delle 4 macchine di testa andarono in aquaplaning ed uscirono di strada nella stessa curva. Alla fine rimasero in corsa solo 6 vetture. Il RAC dichiarò conclusa la gara al giro (55) in cui la maggior parte delle macchine erano ancora in pista.
- L'edizione del 1976 è stata l'unica gara del mondiale di Formula 1 a vedere l'iscrizione di due donne pilota: Lella Lombardi e Divina Galica. Nessuna delle due riuscì a qualificarsi per la gara.
- L'edizione del 1977 vide la prima apparizione del pilota canadese Gilles Villeneuve in Formula 1.
- La vittoria del 1979 è stata la prima per la Williams in un Gran Premio.
- L'edizione del 1983 è stato l'ultimo Gran Premio di Gran Bretagna svoltosi di sabato.
- Nell'edizione del 1998 Michael Schumacher tagliò il traguardo dalla pitlane mentre scontava una penalità di stop and go di 10 secondi.
- L'edizione del 2003 viene ricordata anche per l'invasione di pista da parte di Cornelius Horan sull'Hangar Straight che causò l'ingresso della Safety car.
- L'edizione del 2021 segnò la sperimentazione di un nuovo format del weekend di gara con il debutto della Qualifica Sprint utilizzata per stabilire la griglia di partenza del Gran Premio.[7]
- L'edizione del 2025 ha stabilito il nuovo record di presenze con 500 000 spettatori,[8] per il secondo dato più alto della storia della Formula 1, dietro al Gran Premio d'Australia 1995, corso ad Adelaide, con 520 000 spettatori.[9]

## Albo d'oro

### Validi per il Campionato Mondiale
| 1 | Lando Norris    | ( Regno Unito) | McLaren-Mercedes    |
| 2 | Oscar Piastri   | ( Australia)   | McLaren-Mercedes    |
| 3 | Nico Hülkenberg | ( Germania)    | Kick Sauber-Ferrari |

| 1 | Lewis Hamilton | ( Regno Unito) | Mercedes            |
| 2 | Max Verstappen | ( Paesi Bassi) | Red Bull-Honda RBPT |
| 3 | Lando Norris   | ( Regno Unito) | McLaren-Mercedes    |

| 1 | Max Verstappen | ( Paesi Bassi) | Red Bull-Honda RBPT |
| 2 | Lando Norris   | ( Regno Unito) | McLaren-Mercedes    |
| 3 | Lewis Hamilton | ( Regno Unito) | Mercedes            |

| 1 | Carlos Sainz Jr. | ( Spagna)      | Ferrari       |
| 2 | Sergio Pérez     | ( Messico)     | Red Bull-RBPT |
| 3 | Lewis Hamilton   | ( Regno Unito) | Mercedes      |

| 1 | Lewis Hamilton  | ( Regno Unito) | Mercedes |
| 2 | Charles Leclerc | ( Monaco)      | Ferrari  |
| 3 | Valtteri Bottas | ( Finlandia)   | Mercedes |

| 1 | Lewis Hamilton  | ( Regno Unito) | Mercedes       |
| 2 | Max Verstappen  | ( Paesi Bassi) | Red Bull-Honda |
| 3 | Charles Leclerc | ( Monaco)      | Ferrari        |

| 1 | Lewis Hamilton  | ( Regno Unito) | Mercedes |
| 2 | Valtteri Bottas | ( Finlandia)   | Mercedes |
| 3 | Charles Leclerc | ( Monaco)      | Ferrari  |

| 1 | Sebastian Vettel | ( Germania)    | Ferrari  |
| 2 | Lewis Hamilton   | ( Regno Unito) | Mercedes |
| 3 | Kimi Räikkönen   | ( Finlandia)   | Ferrari  |

| 1 | Lewis Hamilton  | ( Regno Unito) | Mercedes |
| 2 | Valtteri Bottas | ( Finlandia)   | Mercedes |
| 3 | Kimi Räikkönen  | ( Finlandia)   | Ferrari  |

| 1 | Lewis Hamilton | ( Regno Unito) | Mercedes           |
| 2 | Max Verstappen | ( Paesi Bassi) | Red Bull-Tag Heuer |
| 3 | Nico Rosberg   | ( Germania)    | Mercedes           |

| 1 | Lewis Hamilton   | ( Regno Unito) | Mercedes |
| 2 | Nico Rosberg     | ( Germania)    | Mercedes |
| 3 | Sebastian Vettel | ( Germania)    | Ferrari  |

| 1 | Lewis Hamilton   | ( Regno Unito) | Mercedes          |
| 2 | Valtteri Bottas  | ( Finlandia)   | Williams-Mercedes |
| 3 | Daniel Ricciardo | ( Australia)   | Red Bull-Renault  |

| 1 | Nico Rosberg    | ( Germania)  | Mercedes         |
| 2 | Mark Webber     | ( Australia) | Red Bull-Renault |
| 3 | Fernando Alonso | ( Spagna)    | Ferrari          |

| 1 | Mark Webber      | ( Australia) | Red Bull-Renault |
| 2 | Fernando Alonso  | ( Spagna)    | Ferrari          |
| 3 | Sebastian Vettel | ( Germania)  | Red Bull-Renault |

| 1 | Fernando Alonso  | ( Spagna)    | Ferrari          |
| 2 | Sebastian Vettel | ( Germania)  | Red Bull-Renault |
| 3 | Mark Webber      | ( Australia) | Red Bull-Renault |

| 1 | Mark Webber    | ( Australia)   | Red Bull-Renault |
| 2 | Lewis Hamilton | ( Regno Unito) | McLaren          |
| 3 | Nico Rosberg   | ( Germania)    | Mercedes         |

| 1 | Sebastian Vettel   | ( Germania)  | Red Bull-Renault |
| 2 | Mark Webber        | ( Australia) | Red Bull-Renault |
| 3 | Rubens Barrichello | ( Brasile)   | Brawn-Mercedes   |

| 1 | Lewis Hamilton     | ( Regno Unito) | McLaren-Mercedes |
| 2 | Nick Heidfeld      | ( Germania)    | BMW Sauber       |
| 3 | Rubens Barrichello | ( Brasile)     | Honda            |

| 1 | Kimi Räikkönen  | ( Finlandia)   | Ferrari          |
| 2 | Fernando Alonso | ( Spagna)      | McLaren-Mercedes |
| 3 | Lewis Hamilton  | ( Regno Unito) | McLaren-Mercedes |

| 1 | Fernando Alonso    | ( Spagna)    | Renault          |
| 2 | Michael Schumacher | ( Germania)  | Ferrari          |
| 3 | Kimi Räikkönen     | ( Finlandia) | McLaren-Mercedes |

| 1 | Juan Pablo Montoya | ( Colombia)  | McLaren-Mercedes |
| 2 | Fernando Alonso    | ( Spagna)    | Renault          |
| 3 | Kimi Räikkönen     | ( Finlandia) | McLaren-Mercedes |

| 1 | Michael Schumacher | ( Germania)  | Ferrari          |
| 2 | Kimi Räikkönen     | ( Finlandia) | McLaren-Mercedes |
| 3 | Rubens Barrichello | ( Brasile)   | Ferrari          |

| 1 | Rubens Barrichello | ( Brasile)   | Ferrari          |
| 2 | Juan Pablo Montoya | ( Colombia)  | Williams-BMW     |
| 3 | Kimi Räikkönen     | ( Finlandia) | McLaren-Mercedes |

| 1 | Michael Schumacher | ( Germania) | Ferrari      |
| 2 | Rubens Barrichello | ( Brasile)  | Ferrari      |
| 3 | Juan Pablo Montoya | ( Colombia) | Williams-BMW |

| 1 | Mika Häkkinen      | ( Finlandia) | McLaren-Mercedes |
| 2 | Michael Schumacher | ( Germania)  | Ferrari          |
| 3 | Rubens Barrichello | ( Brasile)   | Ferrari          |

| 1 | David Coulthard    | ( Regno Unito) | McLaren-Mercedes |
| 2 | Mika Häkkinen      | ( Finlandia)   | McLaren-Mercedes |
| 3 | Michael Schumacher | ( Germania)    | Ferrari          |

| 1 | David Coulthard | ( Regno Unito) | McLaren-Mercedes  |
| 2 | Eddie Irvine    | ( Regno Unito) | Ferrari           |
| 3 | Ralf Schumacher | ( Germania)    | Williams-Supertec |

| 1 | Michael Schumacher | ( Germania)    | Ferrari          |
| 2 | Mika Häkkinen      | ( Finlandia)   | McLaren-Mercedes |
| 3 | Eddie Irvine       | ( Regno Unito) | Ferrari          |

| 1 | Jacques Villeneuve | ( Canada)  | Williams-Renault |
| 2 | Jean Alesi         | ( Francia) | Benetton-Renault |
| 3 | Alexander Wurz     | ( Austria) | Benetton-Renault |

| 1 | Jacques Villeneuve | ( Canada)    | Williams-Renault |
| 2 | Gerhard Berger     | ( Austria)   | Benetton-Renault |
| 3 | Mika Häkkinen      | ( Finlandia) | McLaren-Mercedes |

| 1 | Johnny Herbert  | ( Regno Unito) | Benetton-Renault |
| 2 | Jean Alesi      | ( Francia)     | Ferrari          |
| 3 | David Coulthard | ( Regno Unito) | Williams-Renault |

| 1 | Damon Hill    | ( Regno Unito) | Williams-Renault |
| 2 | Jean Alesi    | ( Francia)     | Ferrari          |
| 3 | Mika Häkkinen | ( Finlandia)   | McLaren-Peugeot  |

| 1 | Alain Prost        | ( Francia)  | Williams-Renault |
| 2 | Michael Schumacher | ( Germania) | Benetton-Ford    |
| 3 | Riccardo Patrese   | ( Italia)   | Benetton-Ford    |

| 1 | Nigel Mansell    | ( Regno Unito) | Williams-Renault |
| 2 | Riccardo Patrese | ( Italia)      | Williams-Renault |
| 3 | Martin Brundle   | ( Regno Unito) | Benetton-Ford    |

| 1 | Nigel Mansell  | ( Regno Unito) | Williams-Renault |
| 2 | Gerhard Berger | ( Austria)     | McLaren-Honda    |
| 3 | Alain Prost    | ( Francia)     | Ferrari          |

| 1 | Alain Prost     | ( Francia) | Ferrari          |
| 2 | Thierry Boutsen | ( Belgio)  | Williams-Renault |
| 3 | Ayrton Senna    | ( Brasile) | McLaren-Honda    |

| 1 | Alain Prost        | ( Francia)     | McLaren-Honda |
| 2 | Nigel Mansell      | ( Regno Unito) | Ferrari       |
| 3 | Alessandro Nannini | ( Italia)      | Benetton-Ford |

| 1 | Ayrton Senna       | ( Brasile)     | McLaren-Honda |
| 2 | Nigel Mansell      | ( Regno Unito) | Williams-Judd |
| 3 | Alessandro Nannini | ( Italia)      | Benetton-Ford |

| 1 | Nigel Mansell | ( Regno Unito) | Williams-Honda |
| 2 | Nelson Piquet | ( Brasile)     | Williams-Honda |
| 3 | Ayrton Senna  | ( Brasile)     | Lotus-Honda    |

| 1 | Nigel Mansell | ( Regno Unito) | Williams-Honda |
| 2 | Nelson Piquet | ( Brasile)     | Williams-Honda |
| 3 | Alain Prost   | ( Francia)     | McLaren-TAG    |

| 1 | Alain Prost      | ( Francia) | McLaren-TAG    |
| 2 | Michele Alboreto | ( Italia)  | Ferrari        |
| 3 | Jacques Laffite  | ( Francia) | Ligier-Renault |

| 1 | Niki Lauda    | ( Austria)     | McLaren-TAG  |
| 2 | Derek Warwick | ( Regno Unito) | Renault      |
| 3 | Ayrton Senna  | ( Brasile)     | Toleman-Hart |

| 1 | Alain Prost    | ( Francia) | Renault     |
| 2 | Nelson Piquet  | ( Brasile) | Brabham-BMW |
| 3 | Patrick Tambay | ( Francia) | Ferrari     |

| 1 | Niki Lauda     | ( Austria) | McLaren-Ford |
| 2 | Didier Pironi  | ( Francia) | Ferrari      |
| 3 | Patrick Tambay | ( Francia) | Ferrari      |

| 1 | John Watson      | ( Regno Unito) | McLaren-Ford  |
| 2 | Carlos Reutemann | ( Argentina)   | Williams-Ford |
| 3 | Jacques Laffite  | ( Francia)     | Ligier-Matra  |

| 1 | Alan Jones       | ( Australia) | Williams-Ford |
| 2 | Nelson Piquet    | ( Brasile)   | Brabham-Ford  |
| 3 | Carlos Reutemann | ( Argentina) | Williams-Ford |

| 1 | Clay Regazzoni     | ( Svizzera) | Williams-Ford |
| 2 | René Arnoux        | ( Francia)  | Renault       |
| 3 | Jean-Pierre Jarier | ( Francia)  | Tyrrell-Ford  |

| 1 | Carlos Reutemann | ( Argentina)   | Ferrari            |
| 2 | Niki Lauda       | ( Austria)     | Brabham-Alfa Romeo |
| 3 | John Watson      | ( Regno Unito) | Brabham-Alfa Romeo |

| 1 | James Hunt     | ( Regno Unito) | McLaren-Ford |
| 2 | Niki Lauda     | ( Austria)     | Ferrari      |
| 3 | Gunnar Nilsson | ( Svezia)      | Lotus-Ford   |

| SQ. | James Hunt     | ( Regno Unito) | McLaren-Ford |
| 1   | Niki Lauda     | ( Austria)     | Ferrari      |
| 2   | Jody Scheckter | ( Sudafrica)   | Tyrrell-Ford |
| 3   | John Watson    | ( Regno Unito) | Penske-Ford  |

| 1 | Emerson Fittipaldi | ( Brasile)   | McLaren-Ford |
| 2 | Carlos Pace        | ( Brasile)   | Brabham-Ford |
| 3 | Jody Scheckter     | ( Sudafrica) | Tyrrell-Ford |

| 1 | Jody Scheckter     | ( Sudafrica) | Tyrrell-Ford |
| 2 | Emerson Fittipaldi | ( Brasile)   | McLaren-Ford |
| 3 | Jacky Ickx         | ( Belgio)    | Lotus-Ford   |

| 1 | Peter Revson    | ( Stati Uniti)   | McLaren-Ford |
| 2 | Ronnie Peterson | ( Svezia)        | Lotus-Ford   |
| 3 | Denny Hulme     | ( Nuova Zelanda) | McLaren-Ford |

| 1 | Emerson Fittipaldi | ( Brasile)     | Lotus-Ford   |
| 2 | Jackie Stewart     | ( Regno Unito) | Tyrrell-Ford |
| 3 | Peter Revson       | ( Stati Uniti) | McLaren-Ford |

| 1 | Jackie Stewart     | ( Regno Unito) | Tyrrell-Ford |
| 2 | Ronnie Peterson    | ( Svezia)      | March-Ford   |
| 3 | Emerson Fittipaldi | ( Brasile)     | Lotus-Ford   |

| 1 | Jochen Rindt | ( Austria)       | Lotus-Ford   |
| 2 | Jack Brabham | ( Australia)     | Brabham-Ford |
| 3 | Denny Hulme  | ( Nuova Zelanda) | McLaren-Ford |

| 1 | Jackie Stewart | ( Regno Unito)   | Matra-Ford   |
| 2 | Jacky Ickx     | ( Belgio)        | Brabham-Ford |
| 3 | Bruce McLaren  | ( Nuova Zelanda) | McLaren-Ford |

| 1 | Jo Siffert | ( Svizzera)      | Lotus-Ford |
| 2 | Chris Amon | ( Nuova Zelanda) | Ferrari    |
| 3 | Jacky Ickx | ( Belgio)        | Ferrari    |

| 1 | Jim Clark   | ( Regno Unito)   | Lotus-Ford    |
| 2 | Denny Hulme | ( Nuova Zelanda) | Brabham-Repco |
| 3 | Chris Amon  | ( Nuova Zelanda) | Ferrari       |

| 1 | Jack Brabham | ( Australia)     | Brabham-Repco |
| 2 | Denny Hulme  | ( Nuova Zelanda) | Brabham-Repco |
| 3 | Graham Hill  | ( Regno Unito)   | BRM           |

| 1 | Jim Clark    | ( Regno Unito) | Lotus-Climax |
| 2 | Graham Hill  | ( Regno Unito) | BRM          |
| 3 | John Surtees | ( Regno Unito) | Ferrari      |

| 1 | Jim Clark    | ( Regno Unito) | Lotus-Climax |
| 2 | Graham Hill  | ( Regno Unito) | BRM          |
| 3 | John Surtees | ( Regno Unito) | Ferrari      |

| 1 | Jim Clark    | ( Regno Unito) | Lotus-Climax |
| 2 | John Surtees | ( Regno Unito) | Ferrari      |
| 3 | Graham Hill  | ( Regno Unito) | BRM          |

| 1 | Jim Clark     | ( Regno Unito)   | Lotus-Climax  |
| 2 | John Surtees  | ( Regno Unito)   | Lola-Climax   |
| 3 | Bruce McLaren | ( Nuova Zelanda) | Cooper-Climax |

| 1 | Wolfgang von Trips | ( Germania)    | Ferrari |
| 2 | Phil Hill          | ( Stati Uniti) | Ferrari |
| 3 | Richie Ginther     | ( Stati Uniti) | Ferrari |

| 1 | Jack Brabham  | ( Australia)   | Cooper-Climax |
| 2 | John Surtees  | ( Regno Unito) | Lotus-Climax  |
| 3 | Innes Ireland | ( Regno Unito) | Lotus-Climax  |

| 1 | Jack Brabham  | ( Australia)     | Cooper-Climax |
| 2 | Stirling Moss | ( Regno Unito)   | BRM           |
| 3 | Bruce McLaren | ( Nuova Zelanda) | Cooper-Climax |

| 1 | Peter Collins | ( Regno Unito) | Ferrari       |
| 2 | Mike Hawthorn | ( Regno Unito) | Ferrari       |
| 3 | Roy Salvadori | ( Regno Unito) | Cooper-Climax |

| 1 | Tony Brooks Stirling Moss | ( Regno Unito) ( Regno Unito) | Vanwall |
| 2 | Luigi Musso               | ( Italia)                     | Ferrari |
| 3 | Mike Hawthorn             | ( Regno Unito)                | Ferrari |

| 1 | Juan Manuel Fangio               | ( Argentina)             | Ferrari  |
| 2 | Alfonso de Portago Peter Collins | ( Spagna) ( Regno Unito) | Ferrari  |
| 3 | Jean Behra                       | ( Francia)               | Maserati |

| 1 | Stirling Moss      | ( Regno Unito) | Mercedes-Benz |
| 2 | Juan Manuel Fangio | ( Argentina)   | Mercedes-Benz |
| 3 | Karl Kling         | ( Germania)    | Mercedes-Benz |

| 1 | José Froilán González | ( Argentina)   | Ferrari  |
| 2 | Mike Hawthorn         | ( Regno Unito) | Ferrari  |
| 3 | Onofre Marimon        | ( Argentina)   | Maserati |

| 1 | Alberto Ascari     | ( Italia)    | Ferrari  |
| 2 | Juan Manuel Fangio | ( Argentina) | Maserati |
| 3 | Nino Farina        | ( Italia)    | Ferrari  |

| 1 | Alberto Ascari | ( Italia)      | Ferrari        |
| 2 | Piero Taruffi  | ( Italia)      | Ferrari        |
| 3 | Mike Hawthorn  | ( Regno Unito) | Cooper-Bristol |

| 1 | José Froilán González | ( Argentina) | Ferrari    |
| 2 | Juan Manuel Fangio    | ( Argentina) | Alfa Romeo |
| 3 | Luigi Villoresi       | ( Italia)    | Ferrari    |

| 1 | Nino Farina   | ( Italia)      | Alfa Romeo |
| 2 | Luigi Fagioli | ( Italia)      | Alfa Romeo |
| 3 | Reg Parnell   | ( Regno Unito) | Alfa Romeo |

### Prima del Campionato Mondiale
Uno sfondo verde indica un evento che era parte del Campionato Mondiale Costruttori, precedente alla Seconda Guerra Mondiale.
| Anno        | Circuito      | Pilota                       | Vettura       | Resoconto     |
| ----------- | ------------- | ---------------------------- | ------------- | ------------- |
| 1926        | Brooklands    | Robert Senechal Louis Wagner | Delage        | Resoconto     |
| 1927        | Brooklands    | Robert Benoist               | Delage        | Resoconto     |
| 1928 – 1947 | Non disputato | Non disputato                | Non disputato | Non disputato |
| 1948        | Silverstone   | Luigi Villoresi              | Maserati      | Resoconto     |
| 1949        | Silverstone   | Emmanuel de Graffenried      | Maserati      | Resoconto     |

## Statistiche
Le statistiche si riferiscono alle sole edizioni valide per il campionato del mondo di Formula 1 e sono aggiornate al Gran Premio di Gran Bretagna 2025.

### Vittorie per pilota
| Pos. | Pilota                | Vittorie |
| ---- | --------------------- | -------- |
| 1    | Lewis Hamilton        | 9        |
| 2    | Jim Clark             | 5        |
| =    | Alain Prost           | 5        |
| 4    | Nigel Mansell         | 4        |
| 5    | Jack Brabham          | 3        |
| =    | Niki Lauda            | 3        |
| =    | Michael Schumacher    | 3        |
| 8    | José Froilán González | 2        |
| =    | Alberto Ascari        | 2        |
| =    | Stirling Moss         | 2        |
| =    | Jackie Stewart        | 2        |
| =    | Emerson Fittipaldi    | 2        |
| =    | Jacques Villeneuve    | 2        |
| =    | David Coulthard       | 2        |
| =    | Fernando Alonso       | 2        |
| =    | Sebastian Vettel      | 2        |
| =    | Mark Webber           | 2        |

### Vittorie per costruttore
| Pos. | Costruttore | Vittorie |
| ---- | ----------- | -------- |
| 1    | Ferrari     | 18       |
| 2    | McLaren     | 15       |
| 3    | Mercedes    | 10       |
| =    | Williams    | 10       |
| 5    | Lotus       | 8        |
| 6    | Red Bull    | 4        |
| 7    | Cooper      | 2        |
| =    | Tyrrell     | 2        |
| =    | Renault     | 2        |
| 10   | Alfa Romeo  | 1        |
| =    | Vanwall     | 1        |
| =    | Brabham     | 1        |
| =    | Matra       | 1        |
| =    | Benetton    | 1        |

### Vittorie per motore
| Pos. | Motore        | Vittorie |
| ---- | ------------- | -------- |
| 1    | Ferrari       | 18       |
| 2    | Mercedes      | 16       |
| 3    | Ford-Cosworth | 14       |
| 4    | Renault       | 12       |
| 5    | Climax        | 6        |
| 6    | Honda         | 4        |
| 7    | TAG Porsche   | 2        |
| 8    | Alfa Romeo    | 1        |
| =    | Vanwall       | 1        |
| =    | Repco         | 1        |
| =    | Honda RBPT    | 1        |

### Pole position per pilota
| Pos. | Pilota             | Pole |
| ---- | ------------------ | ---- |
| 1    | Lewis Hamilton     | 7    |
| 2    | Jim Clark          | 5    |
| 3    | Stirling Moss      | 4    |
| 4    | Jack Brabham       | 3    |
| =    | Nelson Piquet      | 3    |
| =    | Nigel Mansell      | 3    |
| =    | Damon Hill         | 3    |
| =    | Fernando Alonso    | 3    |
| =    | Max Verstappen     | 3    |
| 10   | Giuseppe Farina    | 2    |
| =    | Jochen Rindt       | 2    |
| =    | Ronnie Peterson    | 2    |
| =    | Niki Lauda         | 2    |
| =    | René Arnoux        | 2    |
| =    | Keke Rosberg       | 2    |
| =    | Mika Häkkinen      | 2    |
| =    | Rubens Barrichello | 2    |
| =    | Sebastian Vettel   | 2    |

### Pole position per costruttore
| Pos. | Costruttore | Pole |
| ---- | ----------- | ---- |
| 1    | Ferrari     | 16   |
| 2    | Williams    | 13   |
| 3    | Mercedes    | 11   |
| 4    | Lotus       | 10   |
| 5    | McLaren     | 7    |
| 6    | Red Bull    | 6    |
| 7    | Renault     | 3    |
| 8    | Vanwall     | 2    |
| =    | Cooper      | 2    |
| =    | Brabham     | 2    |

### Pole position per motore
| Pos. | Motore        | Pole |
| ---- | ------------- | ---- |
| 1    | Ferrari       | 16   |
| =    | Mercedes      | 16   |
| 3    | Renault       | 13   |
| 4    | Ford-Cosworth | 11   |
| 5    | Climax        | 6    |
| 6    | Honda         | 5    |
| 7    | Vanwall       | 2    |
| =    | BMW           | 2    |
| =    | Honda RBPT    | 2    |
| 10   | Alfa Romeo    | 1    |
| =    | Maserati      | 1    |
| =    | Repco         | 1    |

### Giri veloci per pilota
| Pos. | Pilota             | GPV |
| ---- | ------------------ | --- |
| 1    | Nigel Mansell      | 7   |
| 2    | Stirling Moss      | 5   |
| =    | Lewis Hamilton     | 5   |
| 4    | Niki Lauda         | 4   |
| =    | Kimi Räikkönen     | 4   |
| 6    | Alberto Ascari     | 3   |
| =    | Jackie Stewart     | 3   |
| =    | Damon Hill         | 3   |
| =    | Michael Schumacher | 3   |
| =    | Mika Häkkinen      | 3   |
| =    | Fernando Alonso    | 3   |

### Giri veloci per costruttore
| Pos. | Costruttore | GPV |
| ---- | ----------- | --- |
| 1    | Ferrari     | 21  |
| 2    | Williams    | 10  |
| 3    | Mercedes    | 8   |
| =    | McLaren     | 8   |
| 5    | Red Bull    | 5   |
| 6    | BRM         | 4   |
| =    | Lotus       | 4   |
| =    | Brabham     | 4   |
| 9    | Maserati    | 3   |
| =    | Tyrrell     | 3   |
| =    | Renault     | 3   |

### Giri veloci per motore
| Pos. | Motore        | GPV |
| ---- | ------------- | --- |
| 1    | Ferrari       | 21  |
| 2    | Mercedes      | 13  |
| 3    | Renault       | 12  |
| 4    | Ford-Cosworth | 10  |
| 5    | Climax        | 4   |
| =    | Honda         | 4   |
| 7    | Alfa Romeo    | 3   |
| =    | Maserati      | 3   |
| =    | BRM           | 3   |
| 10   | Repco         | 2   |
| =    | TAG Porsche   | 2   |

### Podi per pilota
| Pos. | Pilota             | Podi |
| ---- | ------------------ | ---- |
| 1    | Lewis Hamilton     | 14   |
| 2    | Alain Prost        | 7    |
| =    | Michael Schumacher | 7    |
| =    | Kimi Räikkönen     | 7    |
| 5    | Nigel Mansell      | 6    |
| =    | Rubens Barrichello | 6    |
| =    | Fernando Alonso    | 6    |
| 8    | John Surtees       | 5    |
| =    | Jim Clark          | 5    |
| =    | Niki Lauda         | 5    |
| =    | Mika Häkkinen      | 5    |
| =    | Mark Webber        | 5    |
| =    | Sebastian Vettel   | 5    |

### Podi per costruttore
| Pos. | Costruttore | Podi |
| ---- | ----------- | ---- |
| 1    | Ferrari     | 59   |
| 2    | McLaren     | 37   |
| 3    | Williams    | 22   |
| 4    | Mercedes    | 21   |
| 5    | Lotus       | 15   |
| 6    | Red Bull    | 14   |
| 7    | Brabham     | 10   |
| 8    | Benetton    | 9    |
| 9    | Cooper      | 6    |
| =    | Tyrrell     | 6    |

### Podi per motore
| Pos. | Motore        | Podi |
| ---- | ------------- | ---- |
| 1    | Ferrari       | 60   |
| 2    | Mercedes      | 42   |
| 3    | Ford-Cosworth | 40   |
| 4    | Renault       | 28   |
| 5    | Climax        | 12   |
| 6    | Honda         | 11   |
| 7    | Alfa Romeo    | 6    |
| 8    | BRM           | 5    |
| 9    | BMW           | 4    |
| 10   | Maserati      | 3    |
| =    | Repco         | 3    |
| =    | TAG Porsche   | 3    |

### Punti per pilota
| Pos. | Pilota           | Punti |
| ---- | ---------------- | ----- |
| 1    | Lewis Hamilton   | 326   |
| 2    | Fernando Alonso  | 128   |
| 3    | Max Verstappen   | 122   |
| 4    | Kimi Räikkönen   | 112   |
| 5    | Sebastian Vettel | 110   |
| 6    | Mark Webber      | 92    |
| =    | Valtteri Bottas  | 92    |
| 8    | Lando Norris     | 88    |
| 9    | Nico Rosberg     | 85    |
| 10   | Daniel Ricciardo | 79    |

### Punti per costruttore
| Pos. | Costruttore | Punti  |
| ---- | ----------- | ------ |
| 1    | Ferrari     | 668,78 |
| 2    | McLaren     | 488    |
| 3    | Mercedes    | 455,14 |
| 4    | Red Bull    | 369    |
| 5    | Williams    | 241    |
| 6    | Lotus       | 166    |
| 7    | Renault     | 108    |
| 8    | Brabham     | 80     |
| 9    | Benetton    | 61     |
| 10   | Tyrrell     | 55     |

### Punti per motore
| Pos. | Motore        | Punti  |
| ---- | ------------- | ------ |
| 1    | Mercedes      | 917,14 |
| 2    | Ferrari       | 727,78 |
| 3    | Renault       | 482    |
| 4    | Ford-Cosworth | 342    |
| 5    | Honda         | 154    |
| 6    | Climax        | 107,5  |
| 7    | Honda RBPT    | 63     |
| 8    | TAG Heuer     | 62     |
| 9    | BMW           | 53     |
| 10   | BRM           | 44,5   |